# جاسوس بالکانی
جاسوس بالکانی (صربی‌کرواتی: Balkanski špijun) فیلمی در ژانر درام است که در سال ۱۹۸۴ منتشر شد. از بازیگران آن می‌توان به باتا ژیوویینوویچ و سونیا ساویچ اشاره کرد.

## خلاصه فیلم
"ایلیا چورویچ" توسط پلیس مخفی احضار می‌شود تا به سؤالاتی در مورد همسایه خود، تاجری که به تازگی از غرب بازگشته پاسخ دهد.پس از صحبت با پلیس او متقاعد می‌شود که همسایه‌اش بزرگترین تهدید نسبت به امنیت ملی بوده و اقدام به راه‌اندازی عملیات شنود و مراقبت علیه مرد بی‌گناه می‌کند و...